# Preferenza di legge
La preferenza di legge, nell'ambito del diritto italiano e in particolare nella disciplina dei concorsi per la selezione del personale nella pubblica amministrazione italiana, indica un principio giuridico in base al quale taluni candidati godano di posizione preferenziale a parità di merito nei criteri selettivi stabiliti dal bando di concorso.
Essa indica anche uno dei criteri interpretativi dell'operatore giuridico, laddove egli dovrà sempre preferire la fonte normativa primaria (e atti equiparati) a quelle di tipo secondario come, ad esempio, i regolamenti.

## Disciplina
La materia è disciplinata dal Decreto del Presidente della Repubblica 9 maggio 1994, n. 487 e successive modifiche e integrazioni. In base al combinato disposto di tali norme, tali situazioni possono essere riassunte come segue:
1. insigniti di medaglia al valor militare;
2. mutilati e invalidi di guerra ex combattenti;
3. mutilati e invalidi per fatto di guerra;
4. mutilati e invalidi per servizio nel settore pubblico e privato;
5. orfani di guerra;
6. orfani dei caduti per fatto di guerra;
7. orfani dei caduti per servizio nel settore pubblico e privato;
8. feriti in combattimento;
9. insigniti di croce di guerra o d'altra attestazione speciale di merito di guerra, nonché i capi di famiglia numerosa;
10. figli dei mutilati e degli invalidi di guerra ex combattenti;
11. figli dei mutilati e degli invalidi per fatto di guerra;
12. figli dei mutilati e degli invalidi per servizio nel settore pubblico e privato;
13. genitori vedovi non risposati, coniugi non risposati e le sorelle e i fratelli vedovi o non sposati dei caduti di guerra;
14. genitori vedovi non risposati, coniugi non risposati e le sorelle e i fratelli vedovi o non sposati dei caduti per fatto di guerra;
15. genitori vedovi non risposati, coniugi non risposati e le sorelle e i fratelli vedovi o non sposati dei caduti per servizio nel settore pubblico o privato;
16. coloro che abbiano prestato servizio militare di leva in Italia come combattenti;
17. coloro che abbiano prestato lodevole servizio a qualunque titolo, per non meno di un anno nell'amministrazione che ha indetto il concorso;
18. coniugati e non coniugati con riguardo al numero dei figli a carico (si considerano figli a carico anche i figli minori, non conviventi, per i quali il candidato contribuisca al mantenimento);
19. invalidi e i mutilati civili;
20. militari volontari delle forze armate italiane congedati senza demerito al termine della ferma o rafferma.

A parità di merito e di titoli la preferenza di cui sopra è determinata, secondo l'ordine indicato:
a) dal numero di figli a carico, indipendentemente che il candidato sia coniugato o meno;
b) dall'avere prestato lodevole servizio nelle amministrazioni pubbliche;
c) dalla maggiore età (intendendo che sia preferito il candidato più giovane di età).